# Umeboshi

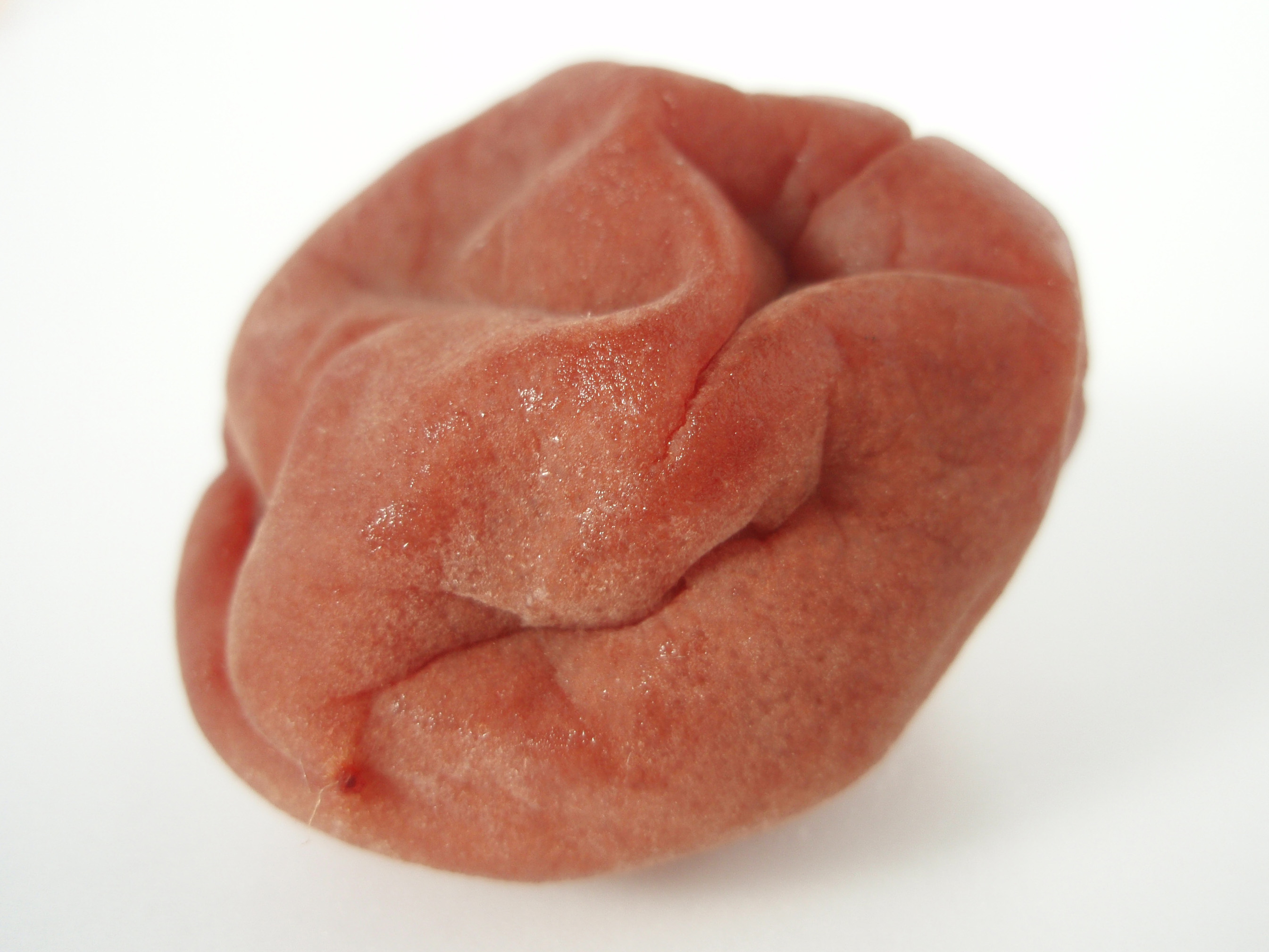
Umeboshi

Umeboshi (japanisch 梅干し oder 梅干, oder auch nur in Hiragana うめぼし, von 梅 ume „Pflaume“ und -干し -boshi vom Verb 干す hosu „trocknen“, also wörtlich „Pflaumen-Getrocknetes“ bzw. „Trockenpflaume“), im Deutschen auch Salzpflaumen genannt, sind in Salz und roten Shiso-Blättern eingelegte Ume-Früchte. Obwohl oft als Pflaumen (Sektion Prunus) bezeichnet, sind diese Früchte botanisch näher mit Aprikosen (Sektion Armeniaca) aus derselben Untergattung verwandt. Umeboshi sind vor allem in ihrem Herkunftsland Japan sehr beliebt. Sie sind rot bis bräunlich gefärbt, rund und schmecken sehr salzig und sauer. Dabei werden die nicht getrockneten „Salzpflaumen“ Umezuke (梅漬け) genannt, während die getrockneten als Umeboshi (梅干し) bezeichnet werden. Außerdem gibt es noch Karikari Ume (カリカリ梅 oder カリカリうめ; „Knusperpflaume“) aus unreifen, grünen Pflaumen, die in kalziumkarbonathaltige Salzlake eingelegt und nicht getrocknet werden, mit oder ohne Shiso.
Daneben werden auch noch geräucherte und getrocknete Salzpflaumen hergestellt, bekannt als Ubai (うばい), in Korea als Omae (오매), in China als „Schwarze Pflaume“ (chinesisch 烏梅 / 乌梅, Pinyin wūméi; dunkle Pflaume, geräucherte oder schwarze Ume), weitere Arten finden sich unter Ume. In der traditionellen chinesischen Medizin werden sie gegen Parasiten, Geschwüre und zur Unterstützung des Verdauungssystems und des Herzens eingesetzt.

## Traditionelle Herstellung
Die noch grün geernteten Ume-Früchte werden gereinigt und zusammen mit Salz in große Holzbottiche geschichtet. Der Salzgehalt beträgt dabei zwischen 12 und 25 %. Das Einlegen in Salz führt zur Milchsäuregärung, ähnlich der Herstellung von Sauerkraut. Durch das Salz wird den Früchten Wasser entzogen, ein beschwerter, passender Deckel zwingt sie, unterhalb des Flüssigkeitsspiegels zu bleiben, und drückt durch sein Gewicht zusätzlich Wasser aus den Früchten. Gleichzeitig beginnt die erwünschte Milchsäuregärung.
Nach ein bis zwei Monaten Gärung in den Bottichen werden die Früchte je nach Witterung vier bis sieben Tage im Freien getrocknet. Die Früchte sind nun weiß, ein Teil von ihnen wird als Shiroboshi verkauft. Die restlichen Salzfrüchte werden mit Shiso-Blättern im Umeboshi-Sud eingeweicht, der während der Milchsäuregärung entsteht. Nach etwa einer Woche werden die Früchte entfernt und zusammen mit Shiso-Blättern in Fässern geschichtet, wo sie noch ein bis zwei Jahre reifen.
Während dieser Zeit nehmen die Umeboshi von den ebenfalls purpurnen Shiso-Blättern ihre charakteristische Farbe auf. Sie sind rot und ziemlich salzig und sauer, weshalb sie nur in kleinen Portionen gegessen werden. Umeboshi werden oft als Beilage zu Reis in einem Bentō verwendet. Die Umeboshi werden auch zu einer Paste (Bainiku) verarbeitet oder mit dem Kern auf Holzkohle geröstet und zu Pulver gemahlen.

## Verzehr
Umeboshi werden vor dem Verzehr meist nicht weiterverarbeitet. Sie werden gerne in Onigiri serviert, zum Beispiel in Bentō-Boxen. Dabei erinnert die rote Frucht inmitten des weißen Reises optisch an die japanische Flagge (Hinomaru bentō; 日の丸 hi no maru ist die Bezeichnung für den roten Kreis auf weißem Grund als Sonnensymbol).

Arten der Salzpflaumen
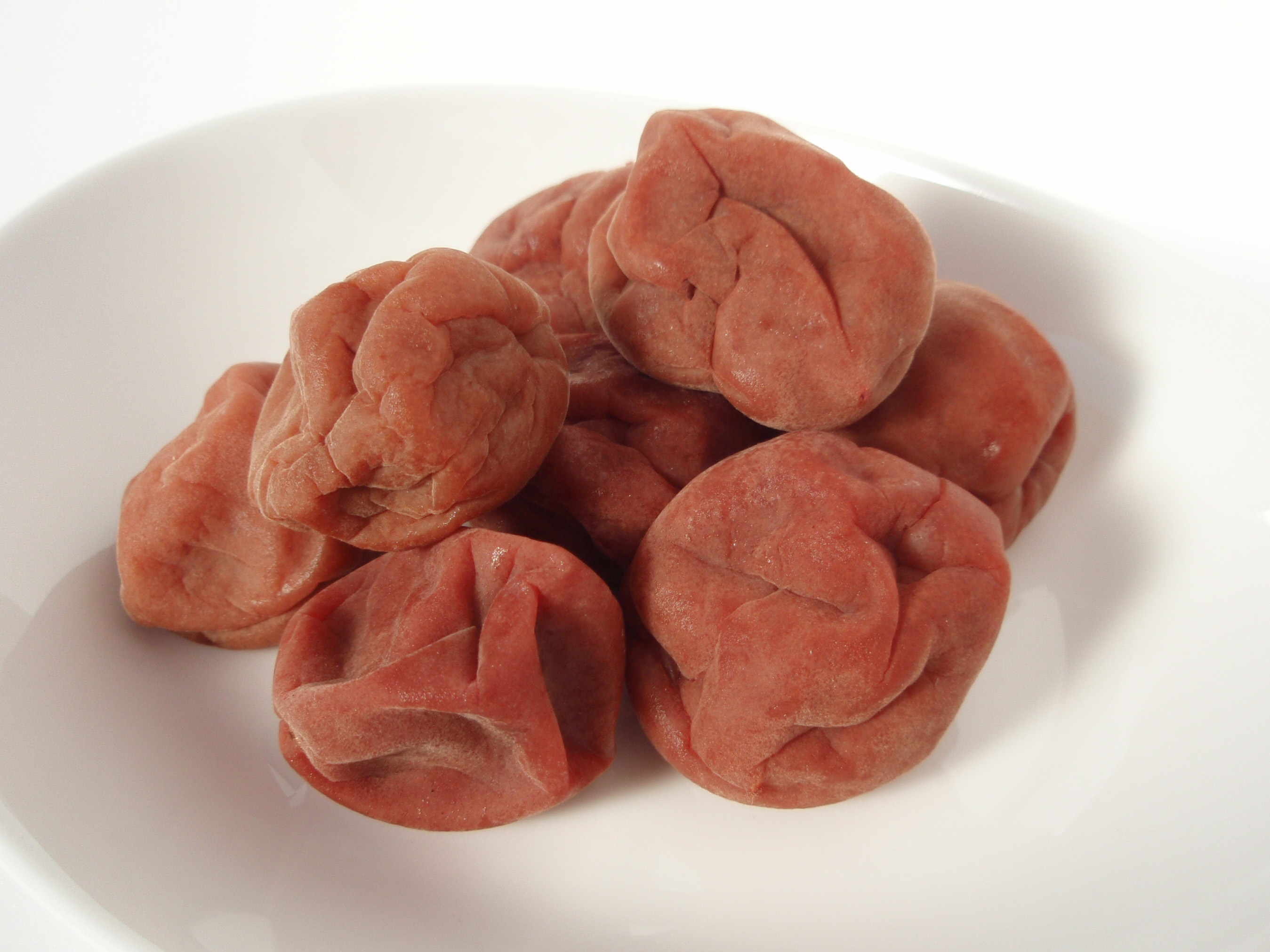
Umeboshi
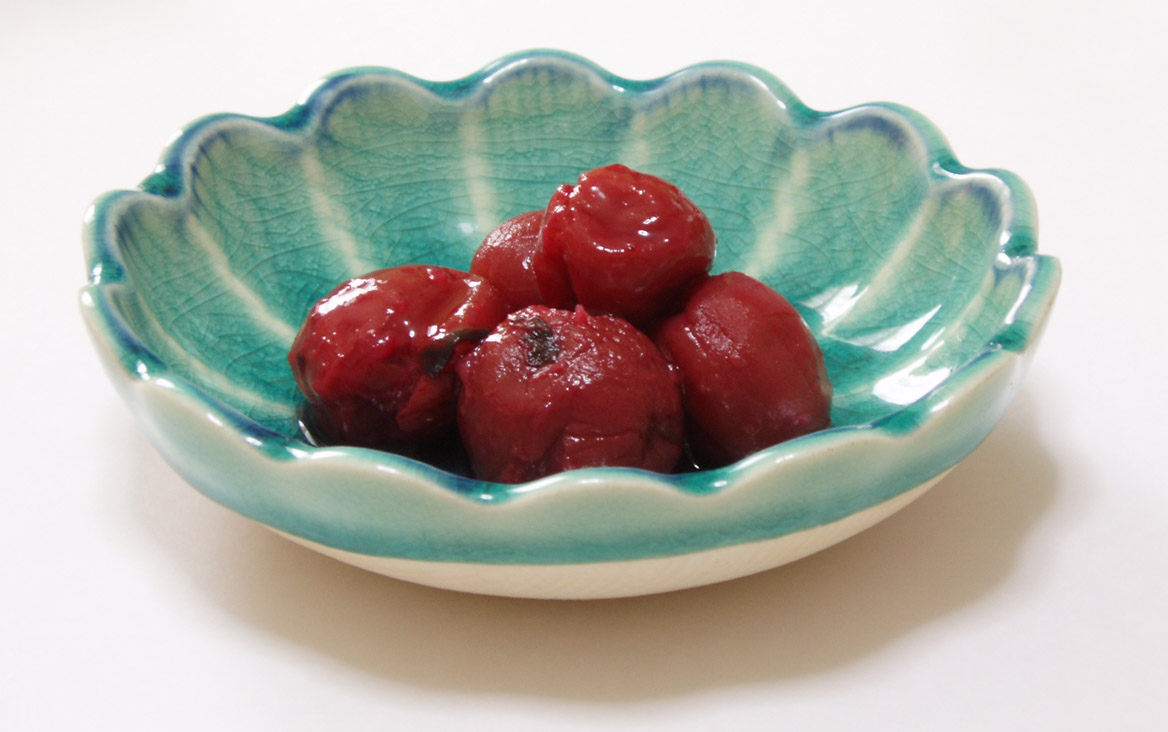
Umezuke
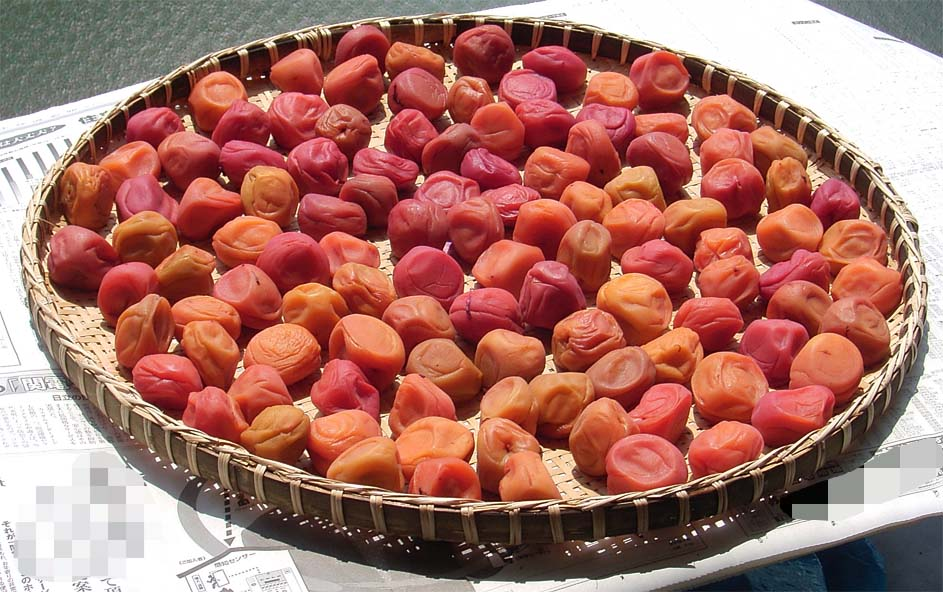
„sonnengetrocknete“ doyō umeboshi (土用梅干)
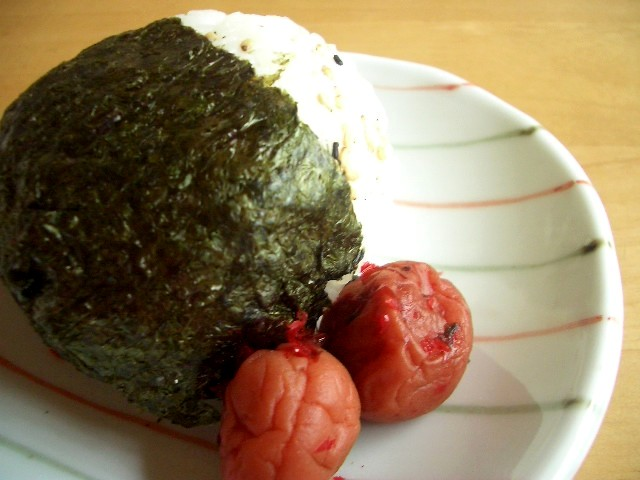
Onigiri mit Umeboshi
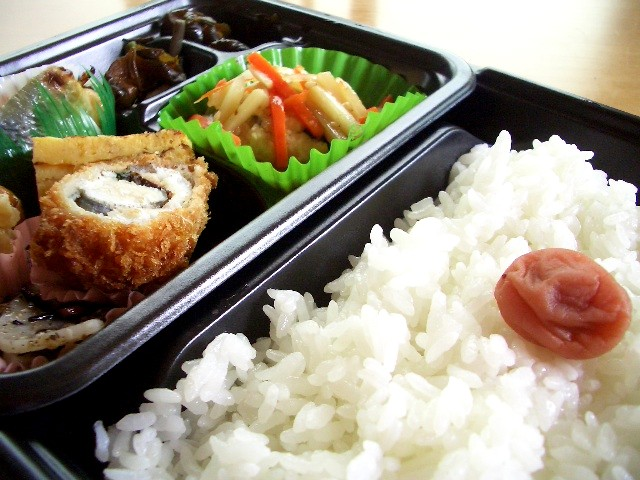
Bentō mit Umeboshi

## Medizinische Verwendung
Umeboshi haben eine antibakterielle Wirkung, besonders bei Durchfall und Ruhr, sie wirken besser als z. B. Bismutsubsalicylat. Auch bei Halsschmerzen wirkt die salzig-saure Umeboshi sehr gut. Sie wird auch als japanisches Alka-Seltzer bezeichnet, mit dem Unterschied, dass sie keine Nebenwirkungen hat.
Umeboshi werden meist mit Kudzu oder Bancha-Tee zusammen verabreicht. Noch stärker wirkt das Umeboshi-Pulver.